# Chandannath
Chandannath (Nepali चन्दननाथ Chandannath) ist eine Stadt (Munizipalität) im Westen Nepals im Distrikt Jumla in der Provinz Karnali. Die Stadt ist Sitz der Distriktverwaltung.

## Geschichte
Die Stadt entstand 2014 durch Zusammenlegung der Village Development Committees Chandannath, Kartik Swami (mit dem Hauptort Jumla), Mahatgaun und Talium.

## Geographie
Chandannath liegt auf einer Höhe von 2350 m im Flusstal der Tila. Das Stadtgebiet umfasst 102 km².

## Einwohner
Bei der Volkszählung 2011 hatten die VDCs, aus welchen die Stadt Chandannath entstand, 19.047 Einwohner (davon 9369 männlich) in 3996 Haushalten.

## Verkehr
Chandannath verfügt über den kleinen Flugplatz Jumla. Die Fernstraße Karnali Rajmarg führt das Karnali- und Tila-Tal hinauf bis nach Chandannath.